# Thomas de Pourquery
Pour les articles homonymes, voir Pourquery.
Thomas de Pourquery, né le 7 juillet 1977 à Bondy (Seine-Saint-Denis), est un musicien, auteur-compositeur, acteur et chanteur français.
Il collabore régulièrement avec Fred Pallem, Frànçois and The Atlas Mountains, Jeanne Added, Sarah Murcia, BABX, Oxmo Puccino, Mick Jones ou le groupe de pop anglais Metronomy.
Il est également sollicité en tant qu'acteur, avec notamment Jean-Christophe Meurisse aux côtés des Chiens de Navarre, Vincent Mariette aux côtés de Laurent Lafitte, Fred Poulet aux côtés d'Izïa Higelin.

## Biographie
Thomas de Pourquery commence le saxophone à 14 ans. Il devient l’élève de Stefano Di Battista, encore méconnu à cette époque. Il intègre ensuite le conservatoire national supérieur de musique de Paris dans la classe de François Jeanneau.
En 2000, il est engagé dans le Big Band Lumière puis dans l’Orchestre national de jazz dirigé par Laurent Cugny. Il devient par la suite un membre actif du « Collectif de Falaises » à Paris avec Maxime Delpierre, Laurent Bardainne, David Aknin, Sylvain Daniel. Thomas jouera alors aux côtés de musiciens tels que George Brown, Sunny Murray, Marc Ducret, Paco Séry, Linley Marthe, Billy Hart…

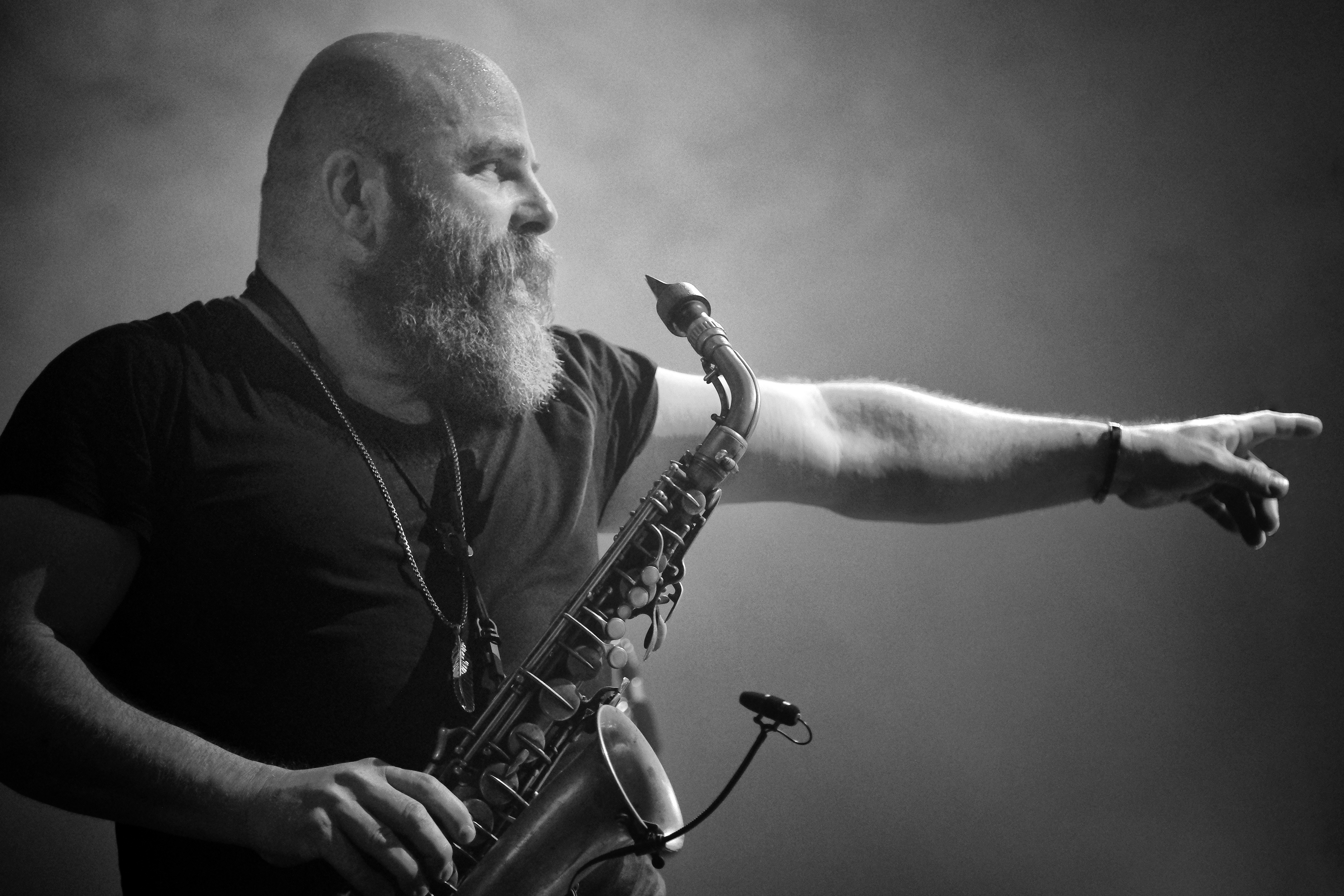
Thomas de Pourquery, festival Jazzpote, Thionville (57), 08 juillet 2023

En 2002, avec Daniel Zimmermann, il remporte le 1er prix d’orchestre et de soliste au concours de la Défense avec le de Pourquery-Zimmermann Quintet qui deviendra ensuite DPZ. Il s’illustre ensuite comme chanteur et saxophoniste au sein du collectif punk Rigolus, puis intègre le MégaOctet d’Andy Emler.
En 2009 avec DPZ il sort l’album He’s Looking at You, Kid. Grâce au succès de cet album, il devient résident pour trois saisons au festival Jazz sous les pommiers à Coutances,.
En 2010, il crée The Brain Festival, un festival caritatif afin de soutenir la recherche sur les maladies neurodégénératives.
En 2012, il sort l’album The Endless Summer et crée le groupe DPZ & The Holy Synths,.
En 2014 paraît Play Sun Ra, son premier album avec le sextet « Supersonic » qu’il a créé en 2011 avec Laurent Bardainne, Fabrice Martinez, Arnaud Roulin, Frederick Galiay et Edward Perraud. Il est élu « meilleur album de l’année aux victoires du jazz 2014 et finaliste du « Prix du disque français » de l'Académie du jazz. Cette même année avec Maxime Delpierre, il crée le duo pop VKNG et signe chez Naïve Records.
Il sort son deuxième album avec Supersonic chez Label Bleu en mars 2017 : Sons of Love, album qu’il a entièrement composé et arrangé, salué par la critique, et le public, et marque le départ d'une grande tournée européenne.
Il reçoit en novembre 2017 le prix d'« Artiste de l’année » aux Victoires du jazz.  
En 2018 il devient artiste associé à La Rochelle dans les deux salles de La Coursive et La Sirène.
En 2020 il commence à jouer et enregistrer ses chansons: Von Pourquery est né, aux côtés du producteur Benjamin Lebeau (The Shoes)
En 2021 il sort deux albums : le premier en avril entièrement improvisé, commande du label hongrois BMC : "Drôles de Dames" aux côtés de Fabrice Martinez et Laurent Bardainne. Le second en septembre  Back to the Moon, le troisième album studio de Supersonic.
Il est directeur musical de la cérémonie 2022 des César.

## Distinctions
- 2014 : Victoires du jazz dans la catégorie Album jazz instrumental de l'année pour Thomas de Pourquery & Supersonic Play Sun Ra (Quark/L'autre distribution)[12]
- 2017 : Victoires du jazz dans la catégorie artiste de l'année[12]
- 2021 : Prix Django-Reinhardt[17]

## Discographie

### En tant que leader ou coleader
| Année | Nom du disque                   | Formation                                                                  | Maison de disque                         | Notes                                                                 |
| ----- | ------------------------------- | -------------------------------------------------------------------------- | ---------------------------------------- | --------------------------------------------------------------------- |
| 2000  | Zimmermann-De Pourquery Quintet | Zimmermann-De Pourquery Quintet                                            | Studio Juno                              |                                                                       |
| 2007  | Rigolus                         | Rigolus                                                                    | Chief Inspector                          |                                                                       |
| 2009  | He’s Looking at You, Kid        | DPZ                                                                        | E-motive Records                         | Choc et Disque de l'année 2009 Jazz Magazine-Jazzman[réf. nécessaire] |
| 2012  | The Endless Summer              |                                                                            | Nueva Onda                               |                                                                       |
| 2014  | Play Sun Ra                     | Thomas de Pourquery Supersonic                                             | Quark Records                            | Victoire du Jazz - Album de l'année                                   |
| 2015  | Illumination                    | VKNG                                                                       | Naïve Records                            |                                                                       |
| 2017  | Sons of Love                    | Thomas de Pourquery Supersonic                                             | Label Bleu - Amiens                      | Victoire du Jazz -Artiste de l'année                                  |
| 2019  | Nougaro                         | Babx - André Minvielle - Thomas de Pourquery                               | La Familia / L'autre distribution / IDOL |                                                                       |
| 2020  | Ep                              | Von Pourquery                                                              | Lying Lions Productions                  |                                                                       |
| 2021  | Drôles de Dames                 | Drôles de Dames Thomas de Pourquery - Fabrice Martinez - Laurent Bardainne | BMC                                      |                                                                       |
| 2021  | Back to the Moon                | Thomas de Pourquery Supersonic                                             | Lying Lions Productions                  |                                                                       |
| 2024  | Let the monster fall            |                                                                            | Animal63                                 |                                                                       |

### En tant quesideman
- Avec Andy Emler MégaOctet
  - 2004 : Dreams in Tune (Nocturne)
  - 2009 : Crouch, Touch, Engage (Naïve)
  - 2012 : E Total (La Buissonne)
- Avec Jeanne Added
  - 2011 : EP
  - 2018 : Radiate
- Avec Pierrick Pédron
  - 2014 : Kubic's Cure (ACT)
- Avec Camélia Jordana
  - 2014 : Dans La Peau (Sony Music, Jive/Epic)
- Avec le Red Star Orchestra
  - 2016 : Broadways (Label Bleu - Amiens)
- Avec Noël Balen
  - 2016 : Mingus Erectus (Le Castor Astral)
- Avec Paradis Noir
  - 2017 : Cream (Optical Sound)
- Avec Band Of Dogs
  - 2017 : Band Of Dogs (Le Triton)
- Avec Baptiste Trotignon
  - 2019 : You've Changed, sur Sugar Man

## Filmographie sélective

### Bandes originales
- 2013 : La Fille du 14 juillet d'Antonin Peretjatko
- 2014 : Fidelio, l'odyssée d'Alice de Lucie Borleteau
- 2014 : Une histoire américaine d'Armel Hostiou
- 2016 : La Loi de la jungle de Antonin Peretjatko
- 2019 : The Bride de Vincent Paronnaud, Thomas de Pourquery et Supersonic(Label Bleu - Amiens)

### Acteur
- 2013 : Il est des nôtres de Jean-Christophe Meurisse
- 2014 : Tristesse Club de Vincent Mariette
- 2015 : Les Photographes d'Aurélien Vernhes-Lermusiaux
- 2016 : Apnée de Jean-Christophe Meurisse
- 2016 : La Loi de la jungle de Antonin Peretjatko
- 2018 : Chacun pour tous de Vianney Lebasque
- 2019 : Selfie de Thomas Bidegain, Marc Fitoussi, Tristan Aurouet, Cyril Gelblat et Vianney Lebasque
- 2022 : Saint Omer d'Alice Diop : Adrien
- 2024 : Juliette au printemps de Blandine Lenoir : Adrien